# Копичинці (гміна)
Гміна Копичинці — сільська гміна у Копичинецькому повіті Тернопільського воєводства Другої Речі Посполитої. Адміністративним центром гміни було місто Копичинці, яке не входило до складу гміни, а утворювало власну міську.
Гміна утворена 1 серпня 1934 року в рамках нового закону про самоврядування (23 березня 1933 року).
Площа гміни — 108,12 км²
Кількість житлових будинків — 2316
Кількість мешканців — 11419
Гміну створено на основі давніших гмін: Гадинківці,Жабинці, Коцюбинці, Котівка, Майдан, Оришківці, Тудорів, Заремба (у радянський час хутір приєднаний до села Вигода).